# Recife Dollabarat
O recife de Dollabarat é um baixio que de localiza a 3 milhas náuticas a sul-sueste dos ilhéus das Formigas no arquipélago dos Açores, nas coordenadas geográficas 37.23.3º N; 24.73.3º W.
A origem do seu nome está associada ao comandante basco Pierre Dollabarat, que a 7 de Março de 1788, a bordo do María de Sebourre, assinalou pela primeira vez a existência do recife.

## Descrição e estatuto de conservação
A profundidade mínima é de 3 metros abaixo do nível do mar. Trata-se de uma das zonas mais elevadas dos ilhéus das Formigas, constituindo-se num monte submarino de génese vulcânica (semelhante à das ilhas vizinhas), formado numa época em que aquela zona estava emersa. Por essa razão, os fundos são constituídos por acumulações de escoadas lávicas sub-aéreas de morfologia irregular, onde grandes maciços rochosos e zonas irregulares surgem entremeados com plataformas cobertas por tapetes de algas.
Dada a pequena profundidade e a elevada distância a terra, o Dollabarat é um local perigoso para a navegação marítima, cuja presença abaixo da superfície, em situação de fraca ondulação, só é perigosamente detectável a curta distância.
A transparência das águas é normalmente excepcional, o que torna este local um dos "ex libris" do mergulho nos Açores. A possibilidade de correntes muito fortes, conjugada com as grandes diferenças de profundidade e a presença de tubarões, exige meios e experiência de mergulho em mar aberto.
Como zona oceânica, apresenta numerosa e diversificada fauna pelágica característica, como patruças, peixes-porco, jamantas, lírios, tubarões, tartarugas e golfinhos. Os meros são frequentes entre os 10 e os 40 metros de profundidade.
O fundo é geralmente recoberto por um denso tapete de algas dominado por "Cystoseira sp." Em zonas um pouco mais profundas (cerca de 50 metros) existem povoamentos de laminárias da espécie "Laminaria ochroleuca" (alga castanha com aparência de longas "fitas" ondulantes). O Departamento de Oceanografia e Pescas da Universidade dos Açores conduz missões científicas anuais para estudar e monitorizar este recife.
O Dollabarat encontra-se compreendido na Reserva Natural do Ilhéu das Formigas, com uma área de 52 527 ha, criada em 1988 e reclassificada em 2003 pelo parlamento açoriano como Reserva Natural Regional (Decreto Legislativo Regional n.º 26/2003/A, de 27 de Maio). Para além desse estatuto, pela Resolução n.º 30/98, de 5 de Fevereiro, do Governo Regional dos Açores, aquela zona foi incluída na lista de Sítios de Interesse Comunitário da União Europeia (Rede Natura 2000) com o código PTSMA0023. A decisão foi ratificada pela Decisão da Comissão de 28 de Dezembro de 2001 (2002/11/CE) pela qual foram aprovados os sítios de importância comunitária da Região Macaronésia em aplicação da Directiva 92/43/CEE do Conselho (Directiva Habitats).
Na área da Reserva Natural são interditos:
- quaisquer actividades de pesca, apanha ou colheita de organismos marinhos (incluindo caça submarina) com ou sem auxílio de embarcação, à excepção da pesca comercial de atum com linha de mão ou salto e vara, exercida por embarcações que integrem o sistema MONICAP;
- a colheita de material geológico ou arqueológico ou a sua exploração sem autorização emitida pela entidade competente;
- a perturbação, por qualquer meio, das aves que se acolhem nos Ilhéus; e
- o abandono de qualquer tipo de resíduos.

Os ilhéus das Formigas, onde se integra o recife de Dollabarat, constituem uma área de grande relevância internacional para conservação marinha que, para além da classificação como Sítio de Interesse Comunitário ao abrigo da Directiva Habitats, está ainda incluído na lista de Áreas Marinhas Protegidas da Convenção OSPAR (Convenção de OSlo-PARis para a Protecção do Ambiente Marinho do Atlântico Nordeste).